# Доњи Драгоножец
Доњи Драгоножец је насеље у саставу град Загреба. Налази се у четврти Брезовица. До територијалне реорганизације у Хрватској налазио се у саставу ужег подручја Града Загреба.

## Становништво
На попису становништва 2011. године, Доњи Драгоножец је имао 577 становника.

## Попис1991.
На попису становништва 1991. године, насељено место Доњи Драгоножец је имало 513 становника, следећег националног састава:
| Попис 1991.‍  | Попис 1991.‍  | Попис 1991.‍ | Попис 1991.‍ | Попис 1991.‍ |
| ------------ | ------------ | ----------- | ----------- | ----------- |
|              |              |             |             |             |
| Хрвати       | Хрвати       |             | 499         | 97,27%      |
| Југословени  | Југословени  |             | 3           | 0,58%       |
| Срби         | Срби         |             | 3           | 0,58%       |
| неопредељени | неопредељени |             | 2           | 0,38%       |
| непознато    | непознато    |             | 6           | 1,16%       |
| укупно: 513  |              |             |             |             |